# Agrotis lividoradiata
Agrotis lividoradiata är en fjärilsart som beskrevs av Emilio Berio 1940. Agrotis lividoradiata ingår i släktet Agrotis och familjen nattflyn. Inga underarter finns listade i Catalogue of Life.